# Johan & Margaretha
Johan & Margaretha, ook wel Johan(na) Margaretha en kortweg Margaretha genoemd, is een dorp, plantage en ressort in district Commewijne in Suriname. Het dorp ligt aan de rechteroever van de Commewijnerivier, oftewel aan de linkeroever voor toeristen die per boot vanaf de Surinamerivier de Commewijne opvaren. Bij het afvaren van de rivier lag de plantage aan de rechterkant tussen Buitenrust en Elisabeth's Hoop.

## Ressort
In het oosten grenst het ressort aan Bakkie en in het zuiden aan Alkmaar en Nieuw-Amsterdam.
In 2012 had Johan & Margaretha volgens cijfers van het Centraal Bureau voor Burgerzaken (CBB) 756 inwoners. De Javanen (51%) vormen de meerderheid van de bevolking, gevolgd door een grote Hindoestaanse minderheid (39%).

## Vissersdorp
In de jaren 2020 wonen in het dorp rond de veertig tot vijftig vissers met hun gezinnen die met name de vissoort tilapia vangen en verder krobia, walapa en trapoen. Ze vangen deze in het zwamp tussen hun dorp en de Atlantische Oceaan. Door breuken in de natuurlijke zeedam in 2023, was de visstand langdurig verdwenen, waardoor zij verstoken raakten van deze vissen.
In 2024 werden de dorpen aan de rechteroever van de Commewijne een stabiele 24-uurs stroomvoorziening aangelegd, met de aftrap in april in Johan & Margaretha.

## Geschiedenis van de plantage
De plantage werd als koffieplantage aangelegd door de Duitser Johan Friederich Knöffel, de eigenaar van plantage Frederiksdorp, die naast Buitenrust lag. Later werd overgegaan op teelt van suikerriet, die werd geleverd aan de suikerfabriek van Buitenrust.
Knöffel verkocht de plantage aan de Lutherse Kerk. Daarom werd de plantage in het Surinaams ook wel Kerkigron genoemd. 
De Lutherse kerk was echter niet zo goed in de landbouw en werkte zich door deze plantage zwaar in de schuld bij de hypotheekhouder M. Broen te Amsterdam. Daarom werd door de kerkenraad besloten haar voor de schuld, die in 1771 al 74.745 gulden bedroeg, aan Broen over te geven. In 1779 werd de akte van transport gepasseerd en de hypotheek geroyeerd. Broen werd eigenaar van de plantage.
In het Aardrijkskundig Woordenboek van A.J. van der Aa, zesde deel, 1845, staat het volgende: "JOHANNA-MARGARETHA, koffijplant. in Nederlands-Guiana, kol. Suriname, aan de Beneden-Commewijne, ter regterzijde in het afvaren; palende bovenwaarts aan de koffijplant. Buitenrust, benedenwaarts aan de koffijplant. Elizabethsboop; 362 ¼  akk. groot; met 170 slaven. De Negers noemen haar KERKI-GRON." (kerki-gron: kerkgrond)
Bij de emancipatie in 1863 was de plantage in het bezit van de zusters jonkvrouwe Anna Magdalena van Hangest, baronesse d'Yvoy en jonkvrouwe Cornelia Marie van Hangest, baronesse d'Yvoy uit Nijkerk. Er kwamen toen 255 slaven vrij.
In 1878 werd de suikercultuur op de plantage Vossenburg, Johan Margaretha, Brouwerslust, La Liberté en Dijkveld opgegeven. De laatstgenoemde plantage werd verlaten; de vier anderen werden tot cacao- en kostplantages omgezet.
In 1903 werd het aangekocht als vestigingsplaats voor kleine landbouwers. Om de bewoning te bevorderen werd 30 hectare ingericht als rijstpolder voor de daar al wonende Javanen.
A la bonne heure · Anna's Zorg · Akkerboom · Alliance · Alkmaar · Andresa · Auka · Andreesgift · Bantaskine · Barbados · Batavia · Beekenhorst · Belladrum · Bellevue · Belwaarde · Beninenburg · Berg en Dal · Bergen op Zoom · Berlijn (Commewijne) · Berlijn (Para) · Bethlehem · Boksweide · Boston · Botany Bay · Boxel · Bronswijk · Brouwerslust · Bruinendaal · Bucklebury · Buitenrust · Burnside · Cadrosspark · Caledonia · Campenburg · Cannewapibo · Catharina Sophia · Clevia  · Cliffort-Kokshoven · Clyde · Concordia · Concordia en een Kwart Lot · Courcabo · De Dageraad · De Goede Vriendschap · De Resolutie · De Vier Hendrikken · Diamond · Dijkveld · Domburg · Dordrecht · Eendragt · Elisabeth's Hoop · Ellen · L'Espérance (Nickerierivier) · L'Espérance (Surinamerivier) · Esthersrust · Fairfield · Fortuin · Flora · Florentia · Frederiksburg · Frederiksdorp · Frederikslust · Geertruidenberg · Geyersvlijt · Glensander · Gloria · Groot Chatillon · Groot Marseille · Guadeloupe · Hague · Hamburg · Hamilton · Hamptoncourt · Hannover · Hazard · Hebron · Hecht en Sterk · Hooyland · Hope · Houttuin · Huntly · Huwelijkszorg · Inverness · Jagtlust · Jodensavanne · Johan & Margaretha · Johanna Catharina · Johanna Maria · Johannesburg · John · Katwijk · Kent · Kerkshoven · Killenstein · Klein Bellevue · Kleinhoop · Krappahoek · Kroonenburg · Kwatta · La Jalousie · La Prosperité · La Rencontre · La Ressource (Saramacca) · La Ressource (Surinamerivier) · La Singularité · Laarwijk · Leasowes · Leliëndaal · Leonsberg · Livorno · Longmay · Lunenburg · Lust en Rust · Lustrijk · Maasstroom · Margarethenburg · Maria Petronella · Mariënbosch · Mariënburg · Margaretha's Gift · Mary's Hope · Meerzorg · Merveille · Moed en Kommer · Mon Bijou · Mon Souci · Mon Trésor · Monnikendam · Mopentibo · Morgenster · Moy · Nieuw Mocha · Nieuwzorg · Nieuwe Aanleg · De Nieuwe Grond · Nijd en Spijt · Novar · Nursery · Nut en Schadelijk · Onoribo · Onverwacht · Oranibo · Ornamibo · Overbrug · Overtoom 
· Oxford · Palestina · Paradise · Persévérance · Petersburg · Picardië · Peperpot · Pieterszorg · Plaisance · Poelwijk · Potosie · Purmerend · Reijnsdorp · Reijnsfort · Rijnberk · Roosenburg · Rorac · Rust en Werk · Rustenburg · Saltzhalen · Sans Souci · Saphir · Sarah · Sardam · Schaapstede · Schoonoord · Sinabo en Gelre · Sint Barbara · Sint Eustatius · Slootwijk · Sorgvliet · Spieringshoek · Standvastigheid · Suidwijn · Suzanna's Daal · Toevlugt (Surinamerivier) · Tout Lui Faut · Toledo · Totness · Tyronne · 't Vertrouwen · Victoria · Vierkinderen · Visserszorg · Voorburg · Voorzorg (Saramacca) · Vossenburg · Vredenburg · Vriendsbeleid en Ouderzorg · Vreeland · Waltonhall · Waldijk · Waterloo · Wederzorg · Welbedacht · Welgelegen (Commewijne) · Welgelegen (Coronie) · Welgevallen · Weltevreden · Wolffs Capoerica · Wolfenbüttel · 't Ylant · Zoelen · Zorg en Hoop (hout) · Zorg en Hoop (indigo) · Zorg en Hoop (katoen) · Zorg en Hoop (suiker)